# FC Portsmouth
Der FC Portsmouth (offiziell: Portsmouth Football Club) – auch bekannt unter dem Spitznamen Pompey – ist ein Fußballverein aus der Hafenstadt Portsmouth an der Südküste Englands. Er wurde am 5. April 1898 von fünf Sportlern und Geschäftsleuten gegründet und befindet sich im Besitz des Portsmouth Supporters Trust. Bis Mai 2010 spielte der Verein in der Premier League.

## Geschichte

Altes Vereinslogo (bis 2008)

Portsmouths Erzrivale ist der nur 30 Kilometer entfernte FC Southampton, obwohl Southampton während der 1980er und 1990er Jahre meist in einer höheren Spielklasse war. Dieses Derby wurde durch den Aufstieg von Portsmouth in die Premier League im Jahre 2003 wieder aktuell.
Der größte Erfolg der jüngeren Vergangenheit war der Aufstieg in die Premier League, der am 27. April 2003 durch einen 3:2-Sieg gegen Rotherham United besiegelt wurde. Die Saison 2008/09 war die sechste Saison in Folge in der Premier League. Höhepunkt der Saison 2007/08 war das Finale um den FA Cup, in dem man auf den Zweitligisten Cardiff City traf und 1:0 siegte.
Am 13. Juli 2009 wurde der Verein offiziell von dem arabischen Unternehmer Sulaiman al-Fahim gekauft, welcher bereits die Übernahme von Ligakonkurrent Manchester City durch ein Investmentunternehmen aus dem Scheichtum Abu Dhabi einfädelte. Aufgrund von finanziellen Problemen verkaufte al-Fahim später jedoch 90 % der Anteile an den saudischen Unternehmer Ali al-Faraj, doch kurze Zeit später folgte ein weiterer Besitzerwechsel. So wurde der Club später von dem chinesischen Unternehmer Balram Chainrai übernommen. Trotzdem konnte die sportliche Talfahrt nicht beendet werden.
Im Jahr 2010 spitzte sich die finanzielle Lage des Vereins dann weiter zu. Aufgrund von Steuerschulden in Höhe von 13,2 Millionen Euro beantragte der Verein am 18. Februar 2010 bei der Leitung der Premier League, außerhalb der Transferperiode Spieler veräußern zu dürfen, um die drohende Insolvenz und anschließende Liquidierung zu verhindern. Die Premier League untersagte dies aber zwei Tage später. Am 25. Februar 2010 stellte der FC Portsmouth als erster Verein in der Geschichte der Premier League einen Insolvenzantrag. Daraufhin wurde der südenglische Klub mit einem Abzug von neun Punkten bestraft. Nachdem am 34. Spieltag der Tabellennachbar West Ham United gegen den FC Sunderland siegte, stand der Abstieg auch rechnerisch fest. Mit dem Erreichen des FA-Cup-Finales gegen den FC Chelsea konnte trotzdem ein Erfolg verzeichnet werden. Das Finale fand am 15. Mai 2010 im Londoner Wembley-Stadion statt und endete 1:0 für den FC Chelsea.
Am 20. Mai 2010 wurde bekanntgegeben, dass der bisherige Trainer Avram Grant den Verein verlassen wird.
Die Saison 2011/12 schloss man als 22. ab, mit eingeschlossen waren zehn Punkte Abzug wegen finanzieller Unregelmäßigkeiten. Damit stand der Abstieg in die drittklassige EFL League One fest.
Am 19. April 2013 wurde bekannt gegeben, dass der Portsmouth Supporters Trust den Klub übernommen hat. Gleichzeitig kündigte die Football League an, dass am 22. April 2013 die bestehende Zwangsverwaltung aufgehoben wird.
Am 3. August 2017 informierte der Verein, dass der frühere Disney-Chef Michael Eisner neuer 100%iger Eigentümer des FC Portsmouth ist.

## Sportliche Erfolge
- Englischer Meister: 1949, 1950
- FA-Cup-Sieger: 1939, 2008
- FA-Cup-Finalist: 1929, 1934, 2010
- Zweitligameister: 2003
- Drittligameister: 1924 (Division South), 1962, 1983, 2024
- Southern-League-Meister: 1902, 1920
- FA Community Shield: 1949 (geteilt mit Wolverhampton Wanderers)
- Football League Trophy: 2019

## Kader der Saison 2024/25
Stand: 8. Oktober 2024
| Nr. |            | Position | Name              |
| --- | ---------- | -------- | ----------------- |
| 1   | England    | TW       | Will Norris       |
| 2   | England    | AB       | Jordan Williams   |
| 3   | England    | AB       | Connor Ogilvie    |
| 4   | England    | AB       | Ryley Towler      |
| 5   | Wales      | AB       | Regan Poole       |
| 6   | Irland     | MF       | Conor Shaughnessy |
| 7   | England    | MF       | Marlon Pack       |
| 8   | England    | MF       | Freddie Potts     |
| 9   | England    | ST       | Colby Bishop      |
| 10  | Australien | ST       | Kusini Yengi      |
| 11  | Irland     | ST       | Mark O'Mahony     |
| 13  | Osterreich | TW       | Nicolas Schmid    |
| 14  | England    | MF       | Ben Stevenson     |
| 15  | England    | ST       | Christian Saydee  |
| 16  | Schottland | AB       | Tom McIntyre      |
| 17  | England    | MF       | Owen Moxon        |

| Nr. |            | Position | Name            |
| --- | ---------- | -------- | --------------- |
| 18  | Danemark   | ST       | Elias Sørensen  |
| 19  | Australien | AB       | Jacob Farrell   |
| 20  | Australien | ST       | Sam Silvera     |
| 21  | England    | MF       | Andre Dozzell   |
| 22  | England    | AB       | Zak Swanson     |
| 23  | England    | ST       | Josh Murphy     |
| 24  | Nordirland | MF       | Terry Devlin    |
| 25  | Mali       | MF       | Aboulaye Kamara |
| 26  | England    | MF       | Tom Lowery      |
| 29  | England    | AB       | Harvey Blair    |
| 30  | Schottland | MF       | Matt Ritchie    |
| 31  | Schottland | TW       | Jordan Archer   |
| 32  | Nordirland | ST       | Paddy Lane      |
| 34  | Schottland | AB       | Ibane Bowat     |
| 49  | England    | AB       | Callum Lang     |

## Stadion
Das Stadion des FC Portsmouth nennt sich Fratton Park und hat ein Fassungsvermögen von 20.688 Plätzen. Pompey spielt bereits seit 1899 im mehrmals renovierten Stadion. Es ist das einzige im englischen Profifußball, das nicht auf dem Festland, sondern wie auch die Stadt Portsmouth auf Portsea Island liegt.

## Portsmouth Hall of Fame
2009 führte der Klub eine klubinterne Hall of Fame ein und nahm fünf Spieler auf. Seither wurden in den Jahren 2010, 2011, 2012, 2013, 2014, 2015, 2016, 2017 und 2018 jährlich weitere vier bis sechs Spieler aufgenommen. Jack Tinn wurde bislang als einziger Trainer aufgenommen, mit Gemma Hillier wurde 2018 erstmals eine Frau aufgenommen.
- Andy Awford (2010)
- Alan Biley (2012)
- Noel Blake (2016)
- Ernie Butler (2014)
- Steve Claridge (2012)
- Ike Clarke (2015)
- Jimmy Dickinson (2009)
- Kevin Dillon (2015)
- Reg Flewin (2012)
- Jack Froggatt (2011)
- Colin Garwood (2017)
- Billy Gilbert (2014)
- Johnny Gordon (2011)
- Billy Haines  (2016)
- Eoin Hand (2013)
- Harry Harris (2014)
- Peter Harris (2009)
- Mark Hateley (2018)
- Vince Hilaire (2017)
- Gemma Hillier (2018)
- Ray Hiron (2009)
- David James (2015)
- Nicky Jennings (2014)
- Dave Kemp (2016)
- Mick Kennedy (2018)
- Alan Knight (2009)
- Arthur Egerton Knight (2015)
- George Ley (2015)
- Albert McCann (2011)
- Alan McLoughlin (2011)
- Paul Merson (2017)
- John Milkins (2010)
- Cliff Parker (2017)
- Norman Piper (2012)
- Micky Quinn (2013)
- Len Phillips (2010)
- Linvoy Primus (2011)
- Duggie Reid (2010)
- Alan Rogers (2018)
- Ron Saunders (2013)
- Kit Symons (2013)
- Mick Tait (2010)
- Jack Tinn (2011)
- Swetoslaw Todorow (2016)
- Paul Walsh (2011)
- John Weddle (2013)
- Guy Whittingham (2009)
- Billy Wilson (2014)
- Arjan de Zeeuw (2014)

## Frauenfußball: Pompey Ladies
Der Frauenfußball wird durch den 1987 gegründeten Portsmouth F.C. Ladies repräsentiert, der 2012 in die zweithöchste Spielklasse FA Women’s Premier League aufstieg.

## Basketball
1985 kaufte sich der damalige Vorsitzende des Portsmouth F.C., John Deacon, als Eigentümer in die Basketballmannschaft Turbos aus Telford ein, nachdem ihm die Übernahme der Solent Stars aus Southampton, die zuvor 1984 die reguläre Saison und die Play-offs in der höchsten Spielklasse „National Basketball League (NBL)“ Division One gewonnen hatten, nicht gelungen war. Die Turbos waren als Aufsteiger in der höchsten Spielklasse „National Basketball League“ (NBL) Division One in der Saison 1984/85 überfordert, erreichten nur einen Saisonsieg und rangierten mit der punktgleichen und chronisch erfolglosen Mannschaft aus Bolton auf den beiden letzten Tabellenplätzen. Deacon transferierte die Turbos als Portsmouth F.C. Basketball team nach Portsmouth und verpflichtete namhafte Spieler, darunter Alan Cunningham von den Worthing Bears und Colin Irish von Manchester United für die folgende Spielzeit. Mit dem neuen Personal galt man bereits in der Saison 1985/86 als Favorit, musste sich aber am Saisonende mit dritten Platz in der Liga hinter Titelverteidiger Kingston Kings und dem neuen Meister Manchester United zufriedengeben.
In der folgenden Spielzeit verspielte die Mannschaft im Korać-Cup 1986/87 in der ersten Runde eine 20-Punkte-Führung aus dem Hinspiel gegen KK Šibenka Šibenik im Rückspiel in Jugoslawien. Das nationale Pokalfinale im National Cup verlor man gegen Titelverteidiger Kingston Kings, doch knapp zwei Monate später gewann man das Rückrundenspiel gegen die Kings mit 18 Punkten Unterschied. Dies war am Saisonende Gold wert, denn bei je drei Saisonniederlagen waren beide Mannschaften punktgleich und Portsmouth F.C. war durch den direkten Vergleich Meister. In den zusätzlich ausgespielten Play-offs verlor man im Halbfinale dann wieder gegen die Kings, die jedoch das Play-off-Finale gegen Crystal Palace verloren.
In der Saison 1987/88 bildete die Division One zusammen mit der schottischen Mannschaft Murray BC Livingston die geschlossene Profiliga British Basketball League (BBL), in der Portsmouth bei nur zwei Saisonniederlagen der erste Meister der „Regular Season“ wurde. Im Europapokal der Landesmeister 1987/88 konnte man eine 18-Punkte-Niederlage aus dem Hinspiel gegen die tschechoslowakische Mannschaft aus Brünn im Rückspiel nicht mehr wettmachen und schied bereits in der ersten Runde aus. Das Pokalfinale im National Cup verlor man erneut gegen die Kingston Kings. In den Play-offs der BBL konnte sich die Mannschaft dann zunächst gegen den regionalen Konkurrenten Solent Stars Southampton durchsetzen und zog nach einem Sieg über Manchester United ins Play-off-Finalspiel gegen Murray BC ein, das jedoch mit neun Punkten Unterschied verloren ging, nachdem man gegen diese Mannschaft bereits das Finale im Ligapokal BBL Trophy verloren hatte. Während David E. Murray, der Eigentümer des Murray BC und seit 1987 Vorsitzender der Glasgow Rangers, nun noch die Kingston Kings übernahm und als Glasgow Rangers BC nach Schottland transferierte, verkaufte Deacon seinen Anteil am Portsmouth F.C. Die ursprünglich angekündigte Absicht, die Basketball-Franchise nach Reading zu transferieren, wurde nicht vollgezogen und Portsmouth neben drei anderen Mannschaften bereits nach einer Spielzeit wieder aus der BBL abgemeldet.